# Gymnopilus velutinus
Gymnopilus velutinus là một loài nấm thuộc họ Cortinariaceae.